# Дістрія Краснічі
Дістрія Краснічі (алб. Distria Krasniqi; нар. 10 жовтня 1995) — косовська дзюдоїстка. Олімпійська чемпіонка. Чемпіонка Європи 2021 року. Призер чемпіонатів Європи та світу.
На чемпіонаті Європи 2018 року в Ізраїлі, у ваговій категорії до 52 кг, завоювала срібну медаль, поступившись у фіналі російській спортсменці Наталії Кузютіній.
Здобула бронзову медаль на чемпіонаті світу з дзюдо 2019 року.
У 2020 році здобула бронзову медаль у змаганнях до 48 кг серед жінок на чемпіонаті Європи, який відбувся у Празі, Чехія.
У квітні 2021 року на чемпіонаті Європи в португальській столиці Лісабоні, Дістрія у ваговій категорії до 48 кг стала чемпіонкою континенту. У 2021 році виграла золоту медаль у своєму змаганні на чемпіонаті світу з дзюдо 2021 року, який відбувся в Досі, Катар.
24 липня 2021 року стала олімпійською чемпіонкою у надлегкій ваговій категорії на літніх Олімпійських іграх у Токіо.